# Bempflingen
Bempflingen település Németországban, azon belül Baden-Württembergben. Lakosainak száma 3486 fő (2023. december 31.).

## Népesség
A település népessége az elmúlt években az alábbi módon változott:
| Lakosok száma | 2231 | 2447 | 3111 | 3070 | 3101 | 3149 | 3220 | 3328 | 3393 | 3486 |
|               | 1961 | 1967 | 1974 | 1980 | 1987 | 1993 | 2000 | 2006 | 2013 | 2023 |